# Vanda Station
La Vanda Station est une ancienne base de recherche néo-zélandaise dans les hautes terres de l'Ouest de l'Antarctique (Terre Victoria) de la dépendance de Ross, spécifiquement des rivages du lac Vanda, dans la vallée de Wright.

## Histoire
Les quatre bâtiments originels de la station furent construits durant les étés australs de 1967-68 et 1968-69 juste avant le premier hivernage par une équipe de cinq hommes de janvier au 19 octobre 1969 (Harrowfield, 2006).  D'autres équipes occupèrent par la suite la station durant les hivers de 1970 et 1974. Durant la saison de l'été, la Vanda station fut pleinement habité jusqu'en 1991. Les programmes scientifiques principaux inclurent de la météorologie, de l'hydrologie, de la séismologie, de la tectonique, et du magnétisme. La station fut administrée par le Department of Scientific and Industrial Research (DSIR), et fut supportée en logistique par la base permanente néo-zélandaise de recherche Scott sur l'Île de Ross.
En 1995, des préoccupations environnementales entrainèrent la fermeture de la base. Diverses activités associées à la vie de la base, incluant des excavations, des constructions de bâtiments, des perturbations causées par les mouvements des véhicules, le stockage des denrées périssables, l'évacuation des déchets et des déversements accidentels menèrent à la décision de démanteler la station. Depuis son retrait, les analyses ont été faites sur l'eau du lac et ses algues pour s'assurer que le lac n'avait pas été contaminé par les déchets de la station ou d'autres pollutions diverses.
La Vanda Station est le lieu ayant eu la plus haute température jamais enregistrée en Antarctique soit 15.0 °C (59.0 °F) le 5 janvier 1974.
La Place Vanda nommée en l'honneur de cette base à Queenstown (Nouvelle-Zélande) est située à quelques centaines de mètres de la Place Scott.